# Samois-sur-Seine
Samois-sur-Seine  es una comuna francesa situada en el departamento de Sena y Marne, en la región Île-de-France.

## Demografía
| 1380 | 1373 | 1574 | 1574 | 1916 | 2236 | 2047 |
| Para los censos de 1962 a 1999 la población legal corresponde a la población sin duplicidades (Fuente: INSEE [Consultar]) |      |      |      |      |      |      |